# Marco Vetio Bolano
Marco Vetio Bolano  fue un político y militar del Imperio romano, leal partidario del emperador Vitelio.

## Carrera
Se desconocen los orígenes de la carrera política de Bolano, pero sirvió en la provincia romana de Asia bajo las órdenes del general Cneo Domicio Corbulón, que había sido enviado a Oriente por el emperador Nerón con el objetivo de hacer que los partos se retiraran a sus territorios, cuyas fronteras habían cruzado violando el acuerdo de paz entre ambas potencias. En el año 66 fue designado consul suffectus.
En el año 69, durante su breve reinado, el emperador Vitelio le envió para que reemplazara en el gobierno de la provincia romana de Britania al huido Marco Trebelio Máximo. Este nombramiento se hizo efectivo en medio de la guerra civil en que había desembocado la muerte de Nerón, conocida comúnmente bajo el nombre del Año de los cuatro emperadores. La causa de la huida del predecesor de Bolano, Trebelio Máximo, fue un amotinamiento dirigido por el comandante de la Legio XX Valeria Victrix, Marco Roscio Celio. Tras su llegada a la isla, una de las primeras acciones de Bolano como gobernador fue enviar a la Legio XIV Gemina, que había permanecido fiel a Vitelio tras la derrota de su oponente, Otón.
Bolano tuvo que hacer frente a una segunda insurrección de Venutio, líder de los brigantes, poderoso pueblo britano. Cartimandua, la exmujer de Venutio y reina de los brigantes, había permanecido fiel como monarca cliente del Imperio romano durante veinte años, y se había posicionado del lado de los romanos durante la primera insurrección de su exmarido. En esta ocasión sin embargo, Bolano solamente fue capaz de enviar tropas auxiliares y con tan escasos refuerzos, Cartimandua no pudo hacer frente a Venutio y se vio obligada a dejar su reino en manos de los insurrectos.
A finales del año 69, la situación en Roma había cambiado notablemente, ya que Vitelio había sido vencido y ejecutado por el general de los ejércitos del Este, Tito Flavio Vespasiano, y su aliado, el gobernador de Siria, Cayo Licinio Muciano. A pesar de su condición de partidario del finado Vitelio, Vespasiano decidió no desestabilizar irremediablemente esa parte del Imperio y se limitó a sustituir en 70 a Roscio Celio por el joven y prometedor comandante Cneo Julio Agrícola, traer de vuelta al continente a la Legio XIV , para etacinarla en la inestable zona del Rin, mientras que Bolano permaneció en el gobierno de la isla hasta el año 71.
El poeta Estacio escribe acerca de sus construcciones de defensas en territorio hostil y de sus victorias sobre los caudillos britanos, lo que nos sugiere que antes de su relevo reconquistó varios territorios perdidos durante la revuelta. Fue sustituido por el familiar del emperador Quinto Petilio Cerial, que se había labrado fama de militar al poner fin a la revuelta de los auxiliares batavios liderados por Cayo Julio Civilis.

## Descendencia
Sus hijos fueron Marco Vetio Bolano, consul ordinarius en 111, y Gayo Clodio Crispino, consul ordinarius en 113 bajo Trajano.